# Parce que c'était lui, parce que c'était moi
| |  |  |
| Portrait de Michel de Montaigne (1578, musée Condé) et statue du monument à Étienne de La Boétie (1892, Sarlat-la-Canéda). |  |  |

« Parce que c'était lui, parce que c'était moi » (en moyen français : « Par ce que c’eſtoit luy, par ce que c’eſtoit moy ») est une citation célèbre de Michel de Montaigne (1533-1592), philosophe de la Renaissance, afin de décrire l'amour porté à son ami Étienne de La Boétie (1530-1563), poète et auteur du Discours de la servitude volontaire.
Entre 1557 et 1559, Montaigne rencontre La Boétie alors qu'ils sont magistrats au Parlement de Bordeaux. Leur relation est aussi profonde et brillante que brève : La Boétie tombe malade et meurt subitement à trente-deux ans, en août 1563. Elle marque profondément Montaigne, qui assiste à la courte agonie de son ami. Il lui rend hommage par l'écriture du premier livre des Essais, imprimé en 1580. Cette phrase apparaît d'abord dans les annotations de l'exemplaire de Bordeaux, datées de 1588-92, puis dans l'édition posthume de 1595. L'étude de l'exemplaire annoté a démontré que Montaigne a écrit : « parce que c'était lui » avec une encre brune-noire, avant d'ajouter postérieurement : « parce que c'était moi », avec une seconde plus pâle. Montaigne a complété la formule pour exprimer la symétrie, la réciprocité et l'achèvement de son lien avec La Boétie, mais peut-être aussi afin d'échapper aux rumeurs homophobes en raison de l’ambiguïté de l'expression de leur relation.

## Contexte

### Amitié de Montaigne et La Boétie
Michel Eyquem de Montaigne, né en 1533 à Saint-Michel-de-Montaigne, appartient à une importante famille bordelaise ; son père Pierre Eyquem de Montaigne est maire de Bordeaux entre 1554 et 1556. Au début du mandat de son père, Montaigne entame un parcours de magistrat à la cour des aides de Périgueux.
Étienne de La Boétie, né en 1530 à Sarlat-la-Canéda, est le fils d'un lieutenant particulier du sénéchal du Périgord. En 1552, Marguerite de Carle épouse La Boétie en secondes noces ; elle a une fille, Jacquette, issue de son première mariage avec Jean d'Arsac. Il obtient sa licence de droit civil en 1553, à l'université d'Orléans, et entre au Parlement de Bordeaux l'année suivante. À la fin de l'adolescence, La Boétie écrit le Discours de la servitude volontaire, qui est très populaire dans la magistrature bordelaise.
Montaigne entre au Parlement en 1556, il entend parler de La Boétie et du Discours. Entre 1557 et 1559, ils se rencontrent enfin ; La Boétie devient le Mentor de Montaigne, à qui il reproche souvent sa débauche. Les deux magistrats se lient très rapidement : « Si le destin le veut, la postérité, sois en sûr, portera nos deux noms sur la liste des amis célèbres », espère La Boétie. Ils vont faire jusqu'à faire des alliances matrimoniales : en 1563, le frère de Montaigne, Thomas, épouse Jacquette d'Arsac. En août de la même année, La Boétie tombe malade et meurt après neuf jours d'agonie, Montaigne à son chevet,.

### La Boétie et lesEssais
En 1563, Montaigne écrit une longue lettre à son père détaillant les derniers instants de La Boétie, qui lui demande : « Mon frère, mon frère, me refusez-vous donc une place ? » Montaigne reste troublé et répond à côté. C'est bien plus tard qu'il finit par comprendre qu'il lui demandait une place dans sa vie, au nom de leur amitié. En 1570, Montaigne renonce à la magistrature pour traduire et éditer les écrits de son ami défunt, qui lui a légué sa bibliothèque. En 1571, il publie un extrait de la Lettre à son père sur la mort de Monsieur de La Boétie, marquant son entrée dans la littérature.
Montaigne ne donne pas de détails sur sa relation avec La Boétie et ne le mentionne que quelques fois, mais il a besoin d'être proche de son ami pour être proche de lui-même : cela le décide à écrire ses Essais, comme un tombeau, un monument à La Boétie et leur amitié fusionnelle. Il pense inclure le Discours au milieu de ses Essais, après le chapitre sur l'amitié, comme la peinture centrale entourée de grotesques. Mais il se ravise après l'utilisation du Discours par les protestants, qui justifient de tuer le roi Charles IX en réponse au massacre de la Saint-Barthélemy (1572). À la place où il devait figurer, Montaigne publie vingt-neuf sonnets de La Boétie.

## Extrait desEssais
En 1595, Marie de Gournay publie le premier tome des Essais de Montaigne, dans une version révisée à l'originale de 1580. Au chapitre 27, « De l'amitié », il est écrit :
« Au demeurant, ce que nous appellons ordinairement amis et amitiez, ce ne ſont qu’accoinctances et familiaritez nouées par quelque occasion ou commodité, par le moyen de laquelle nos ames ſ’entretiennent. En l’amitié dequoy ie parle, elles ſe meſlent et confondent l’vne en l’autre, d’vn meſlange ſi vniuersel, qu’elles effacent, et ne retrouuent plus la cousture qui les a ioinctes. Si on me preſſe de dire pourquoy ie l’aymoys, ie ſens que cela ne ſe peut exprimer, qu’en reſpondant : Par ce que c’eſtoit luy, par ce que c’eſtoit moy. Il y a au delà de tout mon diſcours, et de ce que l’en puis dire particulièrement, ie ne ſçay quelle force inexplicable et fatale, médiatrice de cette vnion. Nous nous cherchions auant que de nous eſtre veus, et par des rapports que nous oyïons l’vn de l’autre : qui faiſoient en noſtre affection plus d’effort, que ne porte la raiſon des rapports : ie croy par quelque ordonnance du ciel. Nous nous embraſſions par noz noms. Et à noſtre première rencontre, qui fut par hazard en vne grande feſte et compagnie de ville, nous nous trouuaſmes ſi prins, ſi cognus, ſi obligez entre nous, que rien des lors ne nous fut ſi proche, que l’vn à l’autre. […] Cette cy n’a point d’autre idée que d’elle meſme, et ne ſe peut rapporter qu’à ſoy. Ce n’eſt pas vne ſpéciale conſidération, ny deux, ny trois, ny quatre, ny mille : c’eſt ie ne ſçay quelle quinte-eſſence de tout ce meſlange, qui ayant ſaiſi toute ma volonté, l’amena ſe plonger et ſe perdre dans la ſienne, qui ayant ſaiſi toute ſa volonté, l’amena ſe plonger et ſe perdre en la mienne : de faim, d’vne concurrence pareille. Ie dis perdre à la vérité, ne nous reſeruant rien qui nous fuſt propre, ny qui fuſt ou ſien ou mien. »
— Montaigne, Essais

« Au demeurant, ce que nous appelons d’ordinaire « amis » et « amitiés », ce ne sont que des relations familières nouées par quelque circonstance ou par utilité, et par lesquelles nos âmes sont liées. Dans l’amitié dont je parle, elles s’unissent et se confondent de façon si complète qu’elles effacent et font disparaître la couture qui a jointes. Si on insiste pour me faire dire pourquoi je l’aimais, je sens que cela ne peut s’exprimer qu’en répondant : « Parce que c’était lui, parce que c’était moi. » Au-delà de tout ce que je peux en dire, et même en entrant dans les détails, il y a une force inexplicable et due au destin, qui a agi comme l’entremetteuse de cette union. Nous nous cherchions avant de nous être vus, et les propos tenus sur l’un et l’autre d’entre nous faisaient sur nous plus d’effet que de tels propos ne le font raisonnablement d’ordinaire : je crois que le ciel en avait décidé ainsi. Prononcer nos noms, c'était déjà nous embrasser. Et à notre première rencontre, qui se fit par hasard au milieu d’une foule de gens, lors d’une grande fête dans une ville, nous nous trouvâmes tellement conquis l’un par l’autre, comme si nous nous connaissions déjà, et déjà tellement liés, que plus rien dès lors ne nous fut aussi proche que ne le fut l’un pour l’autre. […]  Cette amitié-ci n’a point d’autre modèle idéal qu’elle-même et ne peut se référer qu’à elle- même. Ce n’est pas une observation spéciale, ni deux, ni trois, ni quatre, ni mille, c’est je ne sais quelle quintessence de tout ce mélange qui s’étant emparé de ma volonté, l’amena à plonger et se perdre dans la sienne ; qui s’étant emparé de sa volonté, l’amena à plonger et se perdre dans la mienne, avec le même appétit, et d’un même élan. Et je dis « perdre », vraiment, car nous n’avions plus rien en propre, rien qui fût encore à lui ou à moi. »
— Montaigne, Guy de Pernon (trad.), Essais

## Analyse

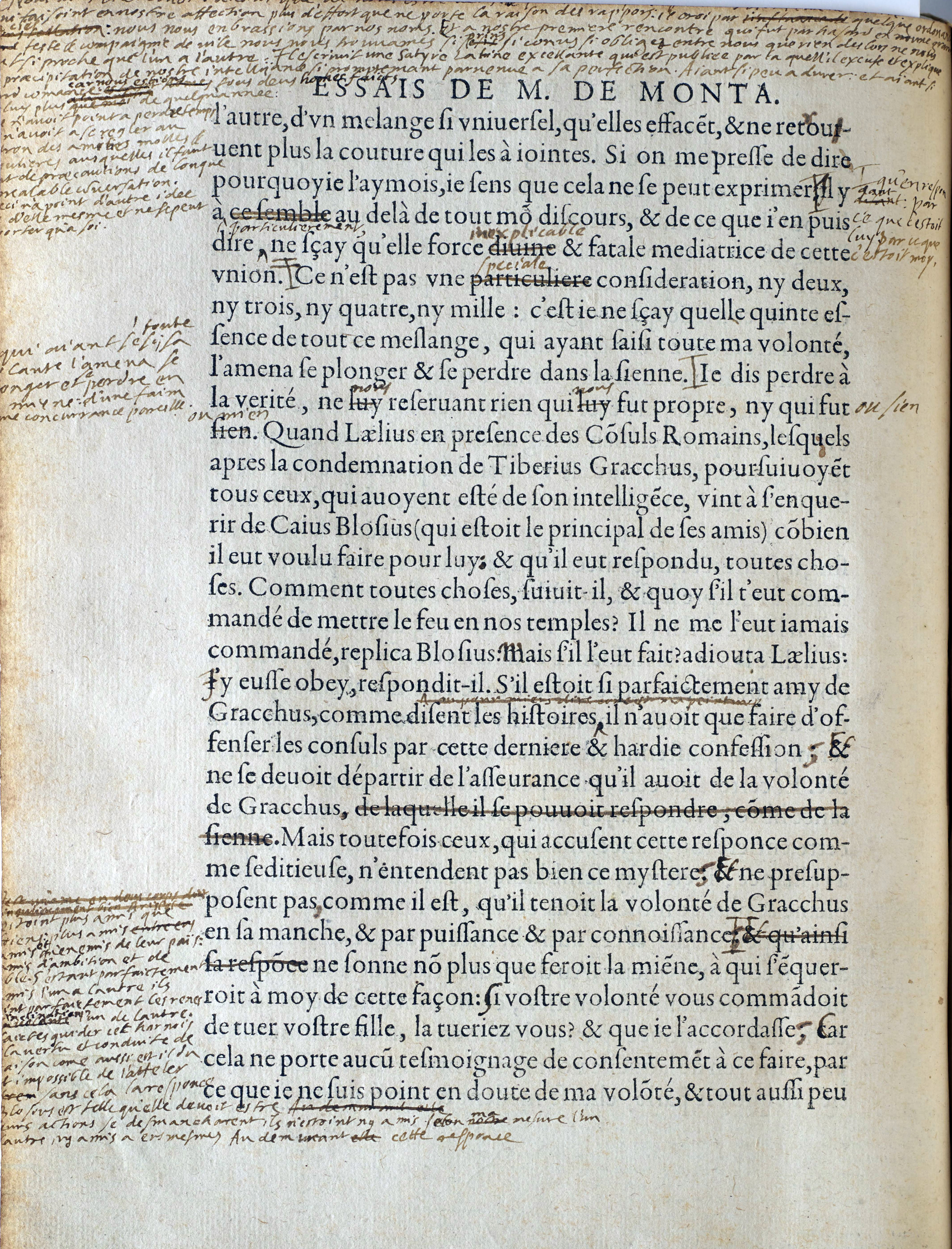
Essais, exemplaire annoté de Montaigne. En haut dans la marge à droite, à la 3e ligne : par ce que c'eſtoit lui[.] (encre brune-noire) par ce que c'eſtoit moy (encre pâle).

### Une amitié égalitaire et réciproque
Dans l'édition originale que 1580, Montaigne affirme que : « Si on me presse de dire pourquoi je l'aimais, je sens que cela ne se peut exprimer ». L'étude de l'exemplaire de Bordeaux, ci-contre, a démontré que Montaigne a initialement écrit, avec une première encre brune-noire : « parce que c'était lui. » Il ajoute postérieurement : « parce que c'était moi », avec une seconde plus pâle et le second p écrit sur le point final. Il ajoute également dans une phrase plus loin, à l'encre pâle : « [la quintessence] qui s’étant emparé de sa volonté, l’amena à plonger et se perdre dans la mienne, avec le même appétit, et d’un même élan. » De la même manière, toute la page est retravaillée pour que la relation entre les deux hommes soit « parfaitement symétrique, réciproque », pour gommer l'ascendant de La Boétie sur Montaigne,.
Pour Montaigne, l'amitié parfaite requiert une égalité et une réciprocité entre les amis ; par conséquent, elle n'est possible qu'avec un homme. Il l'estime impossible avec les femmes en raison de la déficience mentale qu'il prête à leur sexe, et du désir sexuel pouvant être éprouvé à leur égard. Au temps du philosophe, la relation amoureuse étant toujours inégalitaire, l'homme est dominant et la femme dominée, alors que la relation amicale est liée à la chasteté, où l'égalité est possible.

### Une amitié particulière
Montaigne décrit leur rencontre d'une façon que Catherine Vincent qualifie de « coup de foudre », aux dimensions homosexuelles. Elle suggère que la violence de ses sentiments pour La Boétie n'aurait pas été la même s'il n'était pas mort brusquement. Malgré les quelques discordes que purent avoir les deux hommes — Montaigne avait refusé de publier le Discours de La Boétie, du vivant de celui-ci —, leurs âmes restaient étroitement liées sans retrouver « la couture qui les a jointes ».
Dans un poème en latin, La Boétie écrit à Montaigne : « Une bonne partie des sages se méfiant de la foule / Ne croit pas en l’amitié, […] / Or un amour d’un peu plus d’un an nous unit / Sans rien envier à l’amour le plus fort. […] À toi Montaigne au milieu de tous les hasards / La souveraine nature et la précieuse vigueur séductrice de l’amour / M'ont uni ». Alain Legros qualifie la relation entre les deux hommes d'amitié amoureuse, inspirés par des modèles antiques « de l'amitié parfaite, probe, vertueuse », mais pouvant poser la question de rapports sexuels. Leur amitié est aussi un contrat idéologique et d'entr'aide pour être vertueux, en cette période troublée des guerres de Religion. Par ces corrections, Montaigne se met au niveau de La Boétie et réalise l'amitié inconditionnelle que le défunt lui avait proposé.
Montaigne est conscient que sa relation avec La Boétie dépasse les cadres traditionnels de l'amitié et de l'amour. La façon dont il exprime ses sentiments peut entraîner ou a entraîné des soupçons homophobes. Colin Lammertink suggère que la réécriture du chapitre pourrait être « une tentative de se protéger contre des accusations d’être un sodomite », ce qu'Eve Kosofsky Sedgwick appelle la « panique homosexuelle ». Paradoxalement, la phrase : « parce que c'était lui, parce que c'était moi » les renforce à l'époque contemporaine, alors qu'elle sert à définir leur relation comme absolument amicale. Montaigne lie l'amour avec les rapports sexuels, aussi condamne-t-il la « licence grecque ». Dans l'exemplaire de Bordeaux, il élabore un long paragraphe dénonçant l'inégalité de la pédérastie, entre un homme et un garçon, qui « ne correspond pas à la parfaite union [égalitaire] prônée ici », ajoute-t-il. Comme il est impossible pour un homme d'entretenir une amitié parfaite avec une femme et que les rapports homosexuels masculins sont réprouvés par les bonnes mœurs, seules les amours spirituelles, équitables et libres entre deux hommes semblent acceptables pour Montaigne en l'état, citant pour exemples les héros Achille et Patrocle et Harmodios et Aristogiton. En insistant sur son égalité avec La Boétie, Montaigne fait non seulement correspondre leur relation à son idéal amical, mais peut aussi répondre ou devancer les rumeurs homophobes le faisant passer pour le partenaire passif de son défunt ami.